# ابرستاره (فیلم ۲۰۰۸)
«ابرستاره» (انگلیسی: Superstar (2008 film)) یک فیلم است که در سال ۲۰۰۸ منتشر شد.